# Nagyszilva
Nagyszilva (szlovákul: Veľký Slivník) község Szlovákiában, az Eperjesi kerület Eperjesi járásában.

## Fekvése
Eperjestől 16 km-re északra fekszik.

## Története
1248-ban említik először, első lakói királyi határőrök voltak. 1282-ben „Scylwa” néven találjuk. 1320-tól fele részben a szinyei uradalom, fele részben a Méry család birtoka. 1350-ben „Nogzylua” alakban említik a korabeli források. 1427-ben 29 portája adózott. Ekkor a pannonhalmi bencés apátság birtoka, később a Forgách és Sztankay családoké. 1787-ben 31 házában 267 lakos élt.
A 18. század végén Vályi András így ír róla: „Szilva, Kis Szilva. Két tót faluk Sáros Várm. Nagynak földes Ura Okolicsányi Uraság; ennek pedig Bornemisza Úr; lakosaik többfélék, fekszenek Ternyéhez közel, és annak filiáji; határbéli földgyeik középszerűek, piatzok nints meszsze.”
A 19. században a Semseyeké. 1828-ban 45 háza és 346 lakosa volt. Lakói mezőgazdasággal, gyümölcstermesztéssel foglalkoztak. A század közepétől sok lakója vándorolt ki. A községben téglagyár működött.
Fényes Elek 1851-ben kiadott geográfiai szótárában így ír a faluról: „Szilva (Nagy-), tót falu, Sáros vmegyében, Ternyéhez 1 órányira, 309 kath., 12 zsidó lak. F. u. Bornemisza. Ut. p. Bártfa.”
Lakói később nagyrészt Eperjes üzemeiben dolgoztak. 1920 előtt Sáros vármegye Kisszebeni járásához tartozott.

## Népessége
| Év:            | 1994. | 2004.    | 2014.   | 2024.   |
| -------------- | ----- | -------- | ------- | ------- |
| Emberek száma: | 284   | 316      | 341     | 324     |
| Eltérés:       |       | +11,26 % | +7,91 % | -4,98 % |

| Év:            | 2023. | 2024.   |
| -------------- | ----- | ------- |
| Emberek száma: | 323   | 324     |
| Eltérés:       |       | +0,30 % |

1910-ben 235, túlnyomórészt szlovák lakosa volt.
2001-ben 300 szlovák lakosa volt.
2011-ben 337 lakosából 330 szlovák.

## Nevezetességei
A Nagyboldogasszony tiszteletére szentelt római katolikus temploma a 17. században épült. 1700 körül barokk stílusban, 1799-ben klasszicista stílusban építették át.

## Neves személyek
- Itt született 1823. február 4-én Egervári Potemkin Ödön színész, író, könyvtáros, 48-as nemzetőr főhadnagy.